# Vinneuf
Vinneuf ist eine französische Gemeinde mit 1.559 Einwohnern (Stand: 1. Januar 2022) im Département Yonne in der Region Bourgogne-Franche-Comté; sie gehört zum Arrondissement Sens und zum Kanton Thorigny-sur-Oreuse.

## Geographie
Vinneuf liegt etwa 20 Kilometer nordwestlich von Sens. Die Yonne begrenzt die Gemeinde im  Süden. Umgeben wird Vinneuf von den Nachbargemeinden Gravon und Balloy im Norden, Bazoches-lès-Bray im Nordosten, Courlon-sur-Yonne im Osten, Champigny im Süden, Chaumont im Süden und Südwesten, Villeblevin im Südwesten sowie Misy-sur-Yonne im Westen und Nordwesten.
Durch die Gemeinde führt die Autoroute A5.

## Bevölkerungsentwicklung
| Jahr                       | 1962 | 1968 | 1975 | 1982 | 1990 | 1999 | 2006 | 2018 |
| Einwohner                  | 760  | 740  | 823  | 900  | 1078 | 1203 | 1284 | 1568 |
| Quellen: Cassini und INSEE |      |      |      |      |      |      |      |      |

## Sehenswürdigkeiten
- Kirche Saint-Georges, seit 1926 Monument historique

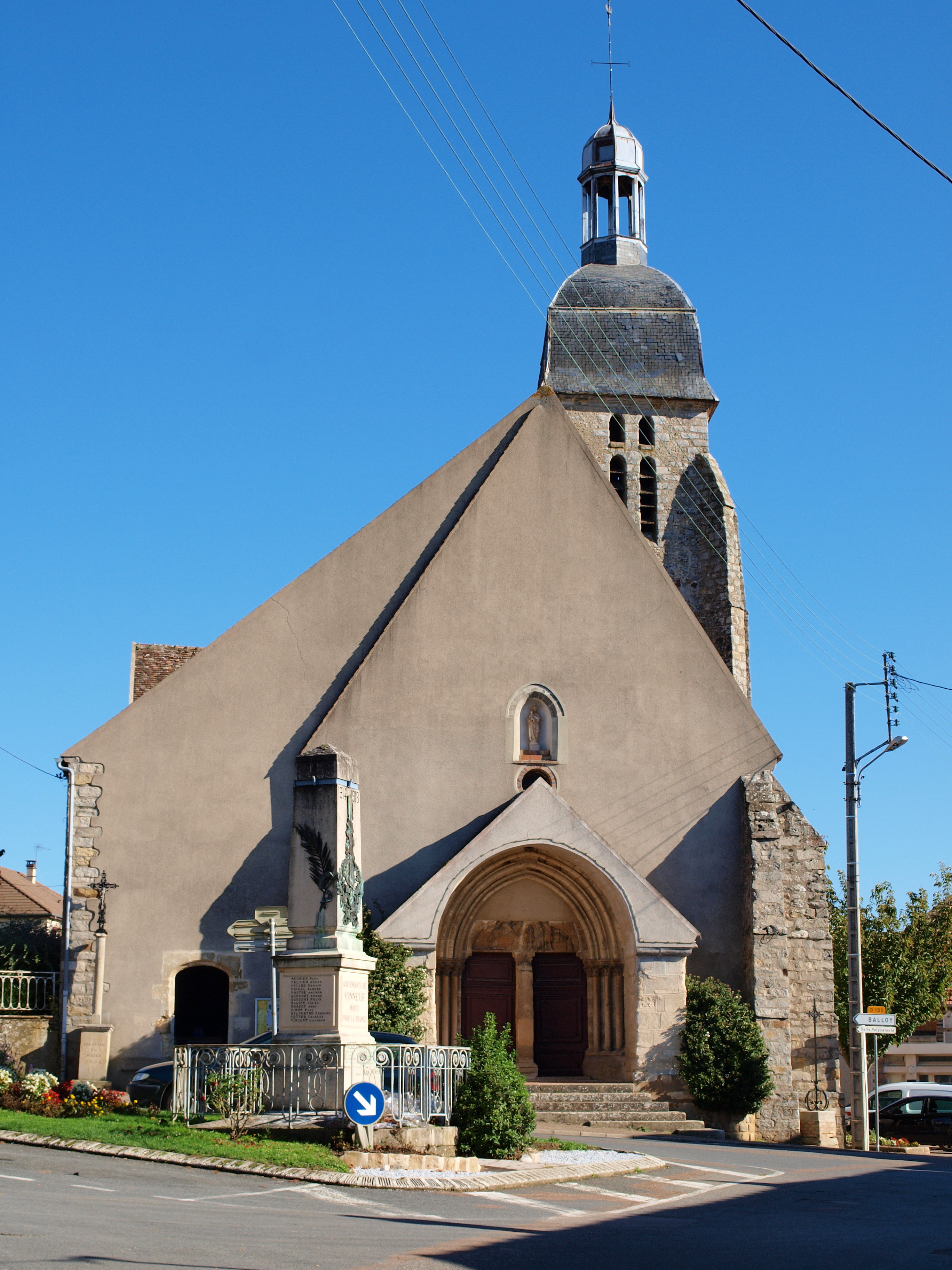
Kirche Saint-Georges

- Kapelle Notre-Dame-de-Champs-Rond